# Werner Spitteler (Politiker)

Werner Spitteler (1991)

Werner Spitteler (* 22. Februar 1940; † 15. Oktober 2019; heimatberechtigt in Bennwil) war ein Schweizer Politiker (SVP).

## Leben und Wirken
Spitteler wuchs in Bennwil auf und besuchte die Schule in Waldenburg. An der Landwirtschaftsschule Ebenrain in Sissach liess er sich zum Landwirt ausbilden.
Seine politische Laufbahn begann er im Gemeinderat von Bennwil. Spitteler gehörte von 1982 bis 1994 dem Regierungsrat des Kantons Basel-Landschaft an und leitete die Volkswirtschafts- und Sanitätsdirektion. In den Jahren 1986/87, 1989/90 und 1993/94 war er Regierungspräsident.
Spitteler lebte während seiner Amtszeit in Bennwil. Danach lebte er in Tansania, zuletzt wieder in der Schweiz.
Er hatte aus erster Ehe fünf Kinder. Zuletzt war er mit einer Tansanierin verheiratet. Spitteler starb nach langer Krankheit.